# Glija
Glija stanice su, uz neurone, druga glavna vrsta stanica u živčanom sustavu. Mnogo su brojnije od neurona te čine oko 50% ukupnog volumena moždanog tkiva. One nisu stanice koje predstavljaju funkcionalnu osnovu živčanog sustava, već imaju potpuno drugu ulogu. 
Razlikuju se od neurona u nekoliko obilježja:
- ne stvaraju akcijske potencijale i ne prenose informacije od jedne stanice do druge
- mogu se dijeliti cijelog života
- imaju samo jednu vrstu nastavaka (nemaju aksona)
- nemaju naponskih natrijskih kanala, nego samo naponske kanale za prolaz kalijevih iona

Glija stanice, ponekad zvan neuroglia ili jednostavno glia stanica, su ne-neuronske stanice koje omogućuju homeostazu odnosno održavanje stalnih uvjeta u unutarnjoj okolini stanica, te pružaju podršku i zaštitu neuronima.
U ljudskom mozgu, postoji jedva jedna glija stanica za svaki neuron s omjerom od otprilike dva neurona za svake tri glija stanice sive moždane tvari.
Četiri osnovne funkcije glija stanica su okruživanje neurona, održavanje neurona na mjestu, pružanje kisika i hranjivih tvari neuronima, izolacija neurona jednog od drugog te uništavanje štetnih tvari i uklanjanje mrtvih neurona.
Sudjeluju u modulaciji neurotranzicije iako mehanizam nije još uvijek otkriven.
Otkrivene su 1846. godine. Otkrio ih je patolog Rudolf Virchow dok je tražio vezivno tkivo u mozgu.

## Vrste

### Mikroglija
Mikroglija stanice su kao specijalizirani makrofazi koji imaju mogućnost fagocitoze koja štiti neurone centralnog živčanog sustava. Te stanice čine približno 15 posto ukupnog broja stanica centralnog živčanog sustava. Nalaze se u svim regijama mozga i leđne moždine.

### Makroglija
Neke od vrsta su: astrociti, oligodentrociti, ependimociti, radijalne, Schwannove, satelitske stanice.
Najzastupljenije su astrociti koje reguliraju vanjsko kemijsko okruženje neurona. Sadašnja teorija govori da su astrociti dominantni u „gradivnom bloku“ moždano krvne barijere. Astrociti se kontaktiraju koristeći kalcij. Zadnje studije pokazuju da astrociti imaju veze s protokom krvi kroz mozak.
Oligodentrociti su stanice koje prekrivaju aksone u središnjem živčanom sustavu, a s membranom stanice formiraju specijaliziranu membranu nazvanu mijelin, stvarajući takozvanu mijelinsku koru. Ona pruža izolaciju aksonima.
|  | Molimo pročitajte upozorenje o korištenju medicinskih informacija. Ne provodite liječenje bez savjetovanja s liječnikom! |